# Tartu JK Olümpia
Tartu Olümpia JK (est. Tartu Olümpia Jalgpalliklubi) – estoński klub piłkarski z siedzibą w Tartu.

## Historia
Chronologia nazw:
- 1930—1940: PK [Palliklubi] Olümpia Tartu
- 2005—...: Tartu Olümpia JK [Jalgpalliklubi]

Klub został założony w 1930. W 1933 zdobył awans, a w 1934 debiutował w najwyższej lidze Mistrzostw Estonii, jednak w 1935 zajął ostatnie 8 miejsce i spadł do niższej ligi. W 1938 powrócił do najwyższej ligi, a w sezonie 1939/40 zdobył mistrzostwo. Kiedy nastąpiła radziecka okupacja klub został rozwiązany.
W 2005 klub został reaktywowany.

## Sukcesy
- Mistrzostwa Estonii:

mistrz: 1939/40